# Shuna Harwood
Shuna Harwood (* 1940) ist eine britische Kostümbildnerin.

## Leben
Harwood besuchte das Royal College of Art in London und arbeitete zunächst als Redakteurin für die Modemagazine Harper’s Bazaar, Woman und London Life. Zwischen 1977 und 2006 war sie als Kostümbildnerin an 18 Spielfilmen beteiligt, darunter britische Produktionen wie Der Missionar und Camelot – Der Fluch des goldenen Schwertes, aber auch Hollywoodfilme wie Notting Hill und Firewall. Daneben arbeitete sie an zahlreichen Werbespots mit namhaften Regisseuren wie John Schlesinger, Richard Lester und Tony Scott. 1996 wurde sie für das Kostümdesign für die Literaturverfilmung Richard III. von Richard Loncraine für den Oscar nominiert, im darauffolgenden Jahr wurde sie mit dem BAFTA Film Award ausgezeichnet.

## Filmografie (Auswahl)
- 1977: Julias unheimliche Wiederkehr (Full Circle)
- 1978: The Odd Job
- 1982: Der Missionar (The Missionary)
- 1984: Camelot – Der Fluch des goldenen Schwertes ( Sword of the Valiant – The Legend of Gawain and the Green Knight)
- 1985: Insignificance – Die verflixte Nacht (Insignificance)
- 1987: Aria
- 1987: Wish You Were Here – Ich wollte, du wärst hier (Wish You Were Here)
- 1987: Personal Service (Personal Services)
- 1988: Track 29 – Ein gefährliches Spiel (Track 29)
- 1995: Richard III.
- 1997: Eine Leidenschaft in der Wüste (Passion in the Desert)
- 1998: Brombeerzeit (The Land Girls)
- 1999: Notting Hill
- 2006: Firewall

## Auszeichnungen
- 1996: Oscar-Nominierung in der Kategorie Bestes Kostümdesign für Richard III.
- 1997: BAFTA Film Award in der Kategorie Beste Kostüme für Richard III.